# اران (بلژیک)
شهر اران (به فرانسوی: Herent) در ناحیه اداری لوان در استان فلومیش بربان در منطقه فلاندری در کشور بلژیک واقع شده‌است.

## نگارخانه

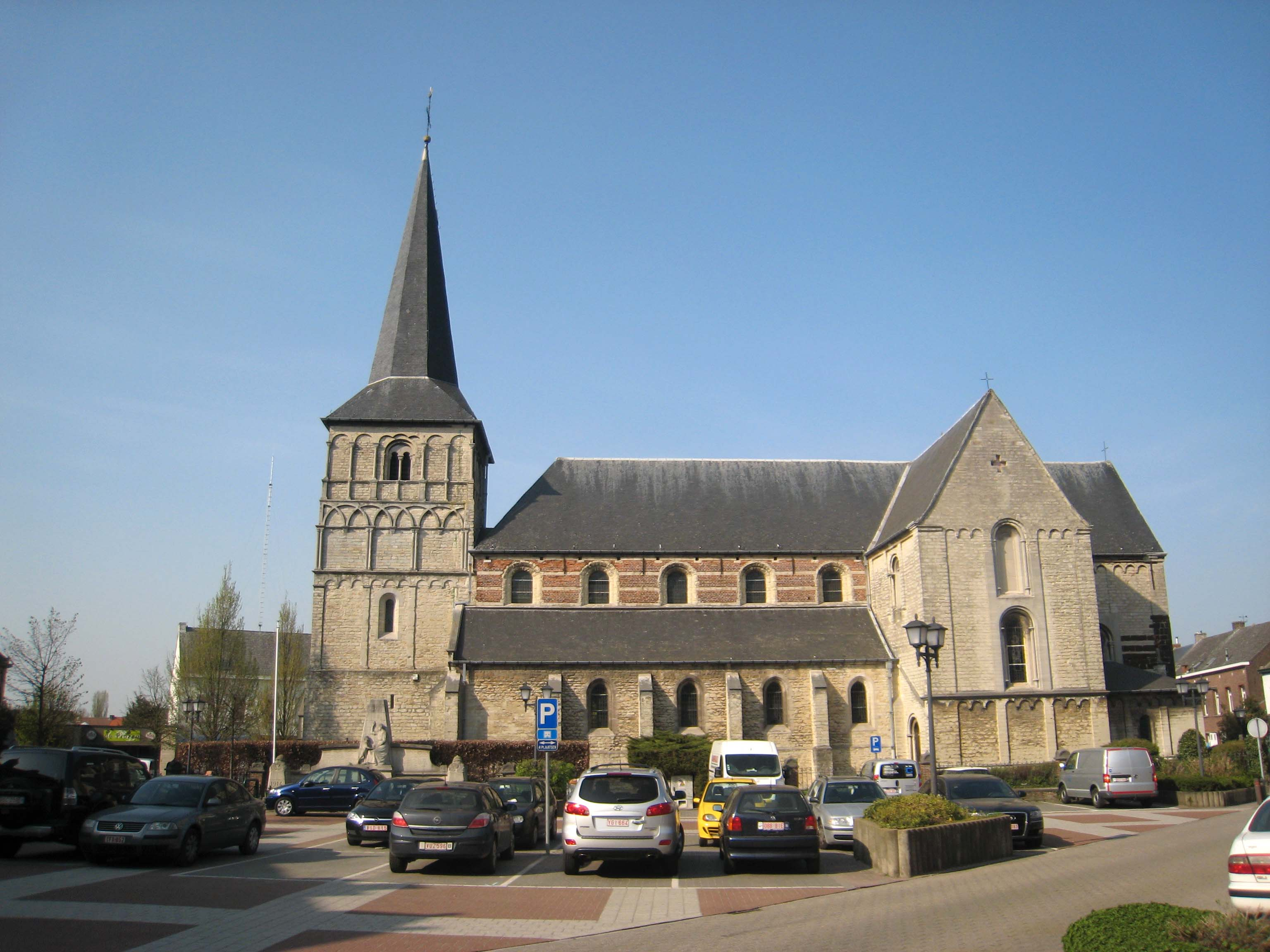
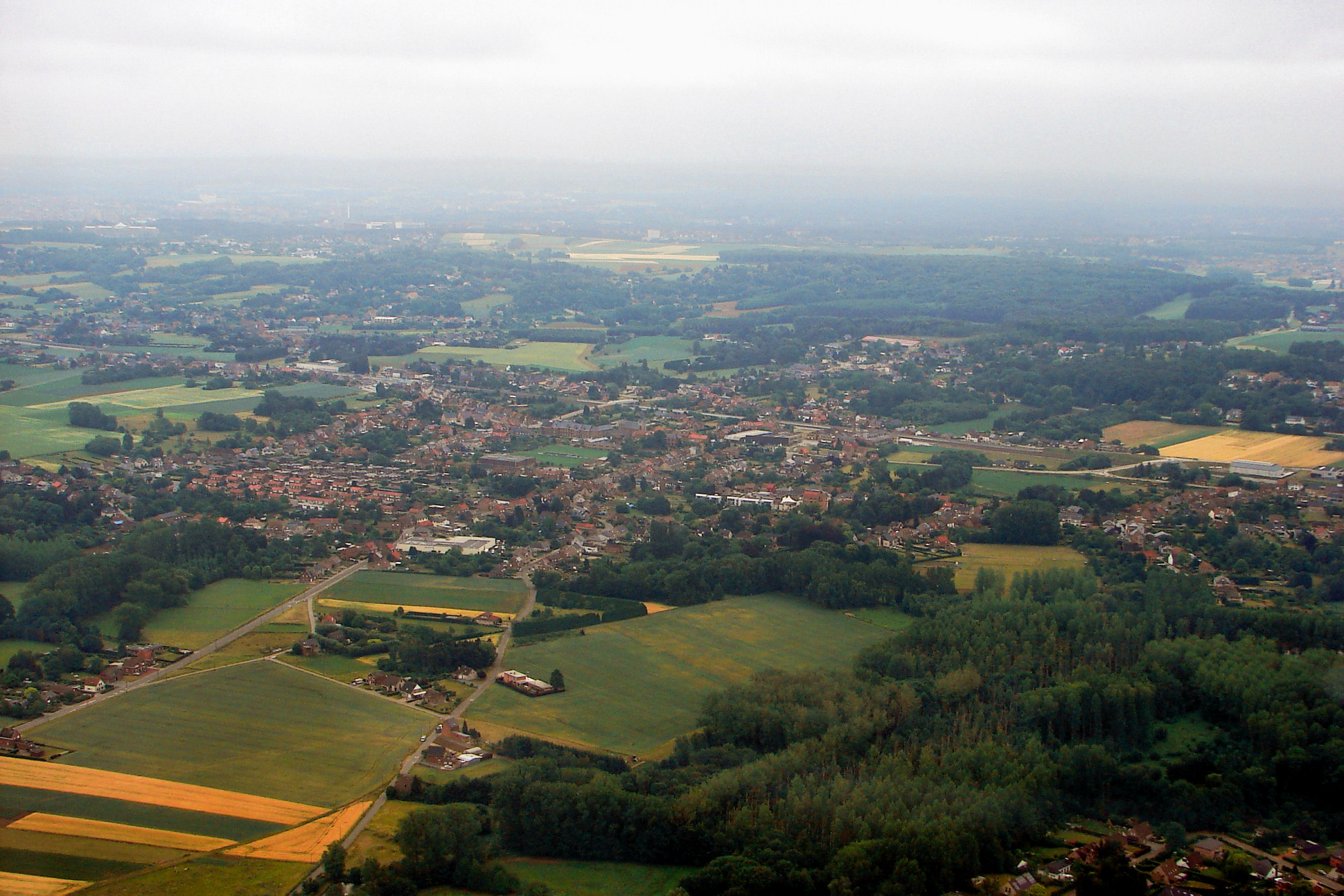